# Daniel Bailey
Daniel Bailey, född den 9 september 1986, är en friidrottare från Antigua och Barbuda som tävlar i kortdistanslöpning.
Bailey deltog 2004 vid VM för juniorer där han slutade fyra på 100 meter. Han deltog även vid både Olympiska sommarspelen 2004 och 2008 där han inte tog sig vidare till semifinalen.
Han inledde 2009 med att för första gången springa 100 meter på under 10 sekunder. Han vann vidare Golden League-tävlingen i Berlin på 100 meter i juni 2009. Han tog sig också till VM-finalen i Berlin år 2009. Han slutade där på en fjärde plats på tiden 9,93 sekunder men fick se sig besegrad av Usain Bolt, Tyson Gay och Asafa Powell.

## Personliga rekord
- 100 meter - 9,91
- 150 meter - 14,72